# 住友不動産原宿ビル
住友不動産原宿ビル（すみともふどうさんはらじゅくビル）は、東京都渋谷区神宮前二丁目に建つ、地上20階・地下1階の超高層ビルである。

## 沿革
このビルの所在地には1971年（昭和46年）から2000年（平成12年）まで、レナウン株式会社の本社が置かれていた。旧レナウン本社ビルは、それ以前に建っていた数百坪の屋敷2軒をレナウンが取得し、1969年（昭和44年）に着工されたものであった。

## 入居事業者
2011年（平成23年）1月31日現在の主な入居事業者は以下の通り。
| 階数 | 企業名                                 | 主な事業                             | 代表取締役 |
| ---- | -------------------------------------- | ------------------------------------ | ---------- |
| 20F  | ミクシィ                               | SNSサービス運営等                    | 朝倉祐介   |
| 19F  | ミクシィ                               | SNSサービス運営等                    | 朝倉祐介   |
| 18F  | ミクシィ                               | SNSサービス運営等                    | 朝倉祐介   |
| 17F  | ミクシィ                               | SNSサービス運営等                    | 朝倉祐介   |
| 16F  | ミクシィ                               | SNSサービス運営等                    | 朝倉祐介   |
| 15F  | 三菱FBRシステムズ                      |                                      |            |
| 14F  | 三菱FBRシステムズ                      |                                      |            |
| 13F  | ファブリカ                             | 「ラコステ」の企画・生産・販売・広告 |            |
| 12F  | インフォコム                           |                                      |            |
| 11F  | インフォコム                           |                                      |            |
| 10F  | イービーエス・ViViネット               |                                      |            |
| 9F   | インフォベック                         |                                      |            |
| 8F   |                                        |                                      |            |
| 7F   | インフォコム                           |                                      |            |
| 6F   |                                        |                                      |            |
| 5F   | ヤマハミュージックコミュニケーションズ | 音楽レーベル                         | 荻野伸之   |
| 4F   | ヤマハミュージックアーティスト         |                                      |            |
| 3F   | ロートレ・アモン                       |                                      | 釜野広     |
| 3F   | ティンバーランド・ジャパン             |                                      | 李孝       |
| 2F   |                                        |                                      |            |
| 1F   | ベルサール原宿                         |                                      |            |
| B1F  |                                        |                                      |            |

## 出入居の歴史
- 2010年（平成22年）10月 グルーポン・ジャパンが住友不動産原宿ビル16階 - 20階のミクシィ内にあたる17階から、住友不動産渋谷ファーストタワー5階に移転した[2]。
- 2011年（平成23年）4月にミクシィが東京都渋谷区の住友不動産原宿ビル（16階 - 20階）から、住友不動産渋谷ファーストタワーに本社を移転することが明らかになっている。